# Гектова балка
Гектова балка — ботанический заказник местного значения. Статус заказника присвоен решением областного совета народных депутатов от 25 марта 1995 года. Площадь — 40 га. Флористический состав насчитывает более 297 видов, 7 из которых занесены в Красную книгу Украины. Дрок донской, произрастающий на территории заказника кроме того занесён в Европейский Красный список.

## Расположение
Находится в Покровском районе Донецкой области в трёх километрах к западу от села Никаноровка.
Расположен около водораздела рек Казённый Торец и Самара, в бассейне Казённого Торца, на западных отрогах Донецкого кряжа.
В 1977 году производилось геоботаническое районирование Украины, согласно которому территория заказника была отнесена к Славянско-Артёмовскому району Донецкого геоботанического округа луговых и разнотравно-типчаково-ковыльных и петрофитных степей, растительности каменистых обнажении и широколиственных лесов Приазовско-Черноморской степной подпровинции Причерноморской (Понтической) степной провинции Европейско-Азиатской степной области.
По флористическому районированию О. Н. Дубовик, составленном в 1970 году, Гектова балка принадлежит Донецкому флористическому историко-географическом району, связанному с Донецким кряжем.
По флористическому районированию Бурды, составленном в 1991 году, Гектова балка принадлежит Торецко-Луганскому подрайону Донецкого района Донецкого округа Восточнопричерноморской подпровинции, Причерноморско-Донской провинции Паннонско-Причерноморско-Прикаспийской области.

## Почва
Большей частью в балке почва в балке — чернозём обыкновенный, среднегумусированный слабоэродированный. Встречаются выходы песчаников и фрагменты солончаков на склонах балок южной экспозиции.

## Флора
Флористический список балки состоит более чем из 297 видов, с преобладанием семейств астроцветных, крестоцветных, бобовых, гвоздичных, розовых, губоцветных, злаковых и норичниковых. 19 % видов редко или спорадически встречающиеся в регионе, среди которых эндемичные или реликтовые растения.
В заказнике произрастает 11 охраняемых видов (брандушка разноцветная, дрок донской, оносма донская, прострел чернеющий, ластовенъ промежуточный, горицвет волжский и другие). 7 видов занесены в Красную книгу Украины, 1 вид (дрок донской) — в список охраняемых видов мира, 1 вид (ластовень промежуточный) — в список охраняемых видов Европы; 3 вида охраняются решением Донецкого областного исполкома. 4 растительных сообщества занесены Зелёную книгу Украины.